# Indigofera
Genre
Classification phylogénétique
Indigofera est un genre de plantes à fleurs appartenant à la famille des Fabaceae. Il compte environ 700 espèces que l'on trouve dans presque toutes les régions tropicales et subtropicales ; un petit nombre d'espèces atteignent la zone tempérée en Asie de l'est.
Il s'agit généralement d'arbuste, et quelques-unes sont de petits arbres de 5 à 6 m de haut, mais certaines sont des plantes herbacées. La plupart ont un feuillage caduc.
Les feuilles sont composées imparipennées avec 5 à 31 folioles. Leur taille varie de 3 à 25 cm de long. Les fleurs, petites, sont groupées en grappes de 2 à 15 cm de long.
Ces plantes servent de nourriture aux larves de certaines espèces de Lépidoptères, dont la noctuelle des moissons (Agrostis segetum Denis & Schiffermüller).

## Liste d'espèces
Selon ITIS :
- Indigofera arrecta Hochst. ex A. Rich.
- Indigofera caroliniana P. Mill.
- Indigofera colutea (Burm. f.) Merr.
- Indigofera guatemalensis Moc. & Sessé ex Prain & Baker
- Indigofera hirsuta L.
- Indigofera kirilowii Maxim. ex Palibin
- Indigofera lindheimerana Scheele
- Indigofera lindheimeriana Scheele
- Indigofera miniata Ortega
- Indigofera parviflora K. Heyne ex Wight & Arn.
- Indigofera pilosa Poir.
- Indigofera sphaerocarpa Gray
- Indigofera spicata Forsk.
- Indigofera suffruticosa P. Mill., indigo bâtard
- Indigofera tinctoria L., indigotier, indigo des teinturiers
- Indigofera trifoliata L.
- Indigofera trita L. f.
- Indigofera zollingeriana Miq.

### Principales espèces
Environ 700 espèces, parmi lesquelles :

- Indigofera adenocarpa
- Indigofera adenoides
- Indigofera alopecuroides
- Indigofera alpina
- Indigofera alternans
- Indigofera amblyantha
- Indigofera ammoxylum
- Indigofera amoena
- Indigofera angustata
- Indigofera angustifolia
- Indigofera antunesiana
- Indigofera aquae-nitensis
- Indigofera arenophila
- Indigofera argentea
- Indigofera arrecta
- Indigofera articulata
- Indigofera aspalathoides
- Indigofera aspera
- Indigofera asperifolia
- Indigofera astragalina
- Indigofera atriceps
- Indigofera atropurpurea
- Indigofera auricoma
- Indigofera australis
- Indigofera bainesii
- Indigofera boviperda
- Indigofera brachynema
- Indigofera brachyodon
- Indigofera brachystachya
- Indigofera brevicalyx
- Indigofera brevidens
- Indigofera brevipes
- Indigofera bungeana
- Indigofera burchellii
- Indigofera candicans
- Indigofera candolleana
- Indigofera capillaris
- Indigofera carlesii
- Indigofera caroliniana
- Indigofera cassioides
- Indigofera cecili
- Indigofera charlierana
- Indigofera chuniana
- Indigofera circinella
- Indigofera circinnata
- Indigofera colutea
- Indigofera comosa
- Indigofera cooperi
- Indigofera cordifolia
- Indigofera cryptantha
- Indigofera cuneata
- Indigofera cuneifolia
- Indigofera cylindracea
- Indigofera cylindrica
- Indigofera cytisoides
- Indigofera daleoides
- Indigofera decora
- Indigofera delagoaensis
- Indigofera demissa
- Indigofera dendroides
- Indigofera denudata
- Indigofera dielsiana
- Indigofera digitata
- Indigofera dimidiata
- Indigofera diphylla
- Indigofera disjuncta
- Indigofera dosua
- Indigofera dregeana
- Indigofera dyeri
- Indigofera egens
- Indigofera emarginella
- Indigofera erecta
- Indigofera eriocarpa
- Indigofera erythrogramma
- Indigofera evansiana
- Indigofera eylesiana
- Indigofera fanshawei
- Indigofera filicaulis
- Indigofera filifolia
- Indigofera filiformis
- Indigofera filipes
- Indigofera flabellata
- Indigofera flavicans
- Indigofera foliosa
- Indigofera fortunei
- Indigofera frutescens
- Indigofera fulvopilosa
- Indigofera gairdnerae
- Indigofera galegoides
- Indigofera garckeana
- Indigofera glandulosa
- Indigofera glaucescens
- Indigofera glomerata
- Indigofera griseoides
- Indigofera hamiltonii
- Indigofera hebepetala
- Indigofera hedyantha
- Indigofera hendecaphylla
- Indigofera heterantha
- Indigofera heterophylla
- Indigofera heterotricha
- Indigofera heudelotii
- Indigofera hewittii
- Indigofera hilaris
- Indigofera himalayensis
- Indigofera hirsuta
- Indigofera hispida
- Indigofera hochstetteri
- Indigofera holubii
- Indigofera humifusa
- Indigofera ichangensis
- Indigofera incana
- Indigofera ingrata
- Indigofera inhambanensis
- Indigofera kirilowii
- Indigofera langebergensis
- Indigofera laxeracemosa
- Indigofera lespedezioides
- Indigofera leucotricha
- Indigofera lindheimeriana
- Indigofera linifolia
- Indigofera linnaei
- Indigofera litoralis
- Indigofera livingstoniana
- Indigofera longebarbata
- Indigofera longepedicellata
- Indigofera longeracemosa
- Indigofera lupatana
- Indigofera lyallii
- Indigofera macrophylla
- Indigofera maritima
- Indigofera marmorata
- Indigofera mauritanica
- Indigofera melanadenia
- Indigofera meyeriana
- Indigofera microcarpa
- Indigofera mimosoides
- Indigofera miniata
- Indigofera mischocarpa
- Indigofera mollicoma
- Indigofera monantha
- Indigofera montana
- Indigofera nebrowniana
- Indigofera nephrocarpoides
- Indigofera nigrescens
- Indigofera nigromontana
- Indigofera nummulariifolia
- Indigofera oblongifolia
- Indigofera omissa
- Indigofera ormocarpoides
- Indigofera ovata
- Indigofera oxalidea
- Indigofera oxytropis
- Indigofera oxytropoides
- Indigofera paniculata
- Indigofera parkesii
- Indigofera parodiana
- Indigofera pascuorum
- Indigofera patula Baker
- Indigofera pendula
- Indigofera pilosa
- Indigofera podophylla
- Indigofera poliotes
- Indigofera pongolana
- Indigofera porrecta
- Indigofera potaninii
- Indigofera pratensis
- Indigofera praticola
- Indigofera pretoriana
- Indigofera procumbens
- Indigofera prostrata
- Indigofera pseudotinctoria
- Indigofera psoraloides
- Indigofera pulchra
- Indigofera purpurea
- Indigofera rautanenii
- Indigofera reducta
- Indigofera rehmannii
- Indigofera reticulata
- Indigofera rhynchocarpa
- Indigofera rhytidocarpa
- Indigofera ripae
- Indigofera rostrata
- Indigofera rothii
- Indigofera sabulicola
- Indigofera sanguinea
- Indigofera saxicola
- Indigofera schimperi
- Indigofera schinzii
- Indigofera secundiflora
- Indigofera semitrijuga
- Indigofera senegalensis
- Indigofera sessiliflora
- Indigofera sessilifolia
- Indigofera setiflora
- Indigofera simplicifolia
- Indigofera sokotrana
- Indigofera sordida
- Indigofera sphaerocarpa
- Indigofera spicata
- Indigofera splendens
- Indigofera stachyoides
- Indigofera stenophylla
- Indigofera strobilifera
- Indigofera suaveolens
- Indigofera subcorymbosa
- Indigofera subulifera
- Indigofera suffruticosa
- Indigofera sulcata
- Indigofera swaziensis
- Indigofera tenuis
- Indigofera tenuissima
- Indigofera tinctoria
- Indigofera tomentosa
- Indigofera torulosa
- Indigofera trifoliata
- Indigofera tristis
- Indigofera tristoides
- Indigofera trita
- Indigofera velutina
- Indigofera vicioides
- Indigofera viscidissima
- Indigofera vohemarensis
- Indigofera volkensii
- Indigofera wildiana
- Indigofera williamsonii
- Indigofera woodii
- Indigofera zeyheri
- Indigofera zollingeriana

## Utilisations
Certaines de ces espèces, en particulier Indigofera tinctoria et Indigofera suffruticosa, sont utilisées pour produire la teinture d'indigo.
L'aniline, un composé chimique dont divers colorants sont dérivés, était au départ synthétisée à partir de Indigofera suffruticosa (synonyme Indigofera anil, d'où le nom aniline).